# Casanova (Francia)
Casanova (in corso Casinca) è un comune francese di 353 abitanti situato nel dipartimento dell'Alta Corsica nella regione della Corsica.

## Società

### Evoluzione demografica
Abitanti censiti